# La Cité des dieux sauvages
La Cité des dieux sauvages (en espagnol : La Ciudad de las bestias) est un roman de littérature d'enfance et de jeunesse écrit par l'écrivaine chilienne Isabel Allende et publié en espagnol en 2002.

## Résumé
Alexandre Cold est un jeune américain âgé de 15 ans, et qui vit en Californie avec sa famille. Lorsque sa mère, qui souffre déjà depuis quelque temps du cancer, doit être amenée dans un hôpital lointain et a besoin que son père l'accompagne, Alex (jaguar) est obligé d'aller à New York pour rester chez sa grand-mère paternelle. Cette dernière-ci, dont le nom est Kate Cold, est une journaliste extrêmement excentrique et coquine, redoutée par son petit-fils.
Un jour après son arrivée à New York, Kate et Alex partent pour l'Amazonie où les habitants sont terrifiés par un monstre mystérieux qui se cache au fond de la jungle tropicale. Accompagnés d'une équipe fort hétéroclite, ils se mettent à la recherche de cette créature dont Kate veut faire des photos pour les publier ensuite dans le magazine International Geographic pour lequel elle travaille.
Pendant l'expédition dangereuse et fascinante, Alex fait la connaissance de Nadia(aigle), la fille du guide brésilien de l'expédition. Ensemble, ils se font enlever par des Indiens locaux, ce qui marque le début de leurs aventures...  